# مارگالو گیلمور
مارگارت لورین «مارگالو» گیلمور (۳۱ مه ۱۸۹۷–۳۰ ژوئن ۱۹۸۶) یک هنرپیشه آمریکایی انگلیسی الاصل بود که حرفه ای طولانی به عنوان بازیگر صحنه در برادوی داشت. او همچنین در فیلم‌ها و سریال‌های تلویزیونی، بیشتر در دهه ۱۹۵۰ و اوایل دهه ۱۹۶۰ ظاهر شد.
گیلمور دختر فرانک گیلمور، بنیانگذار و رئیس سابق شرکت سهامی عام بازیگران و خواهر روث گیلمور بود. عمه بزرگ او سارا تورن بازیگر و مدیر بریتانیایی و عموهای بزرگش بازیگران توماس تورن و جورج تورن بودند.

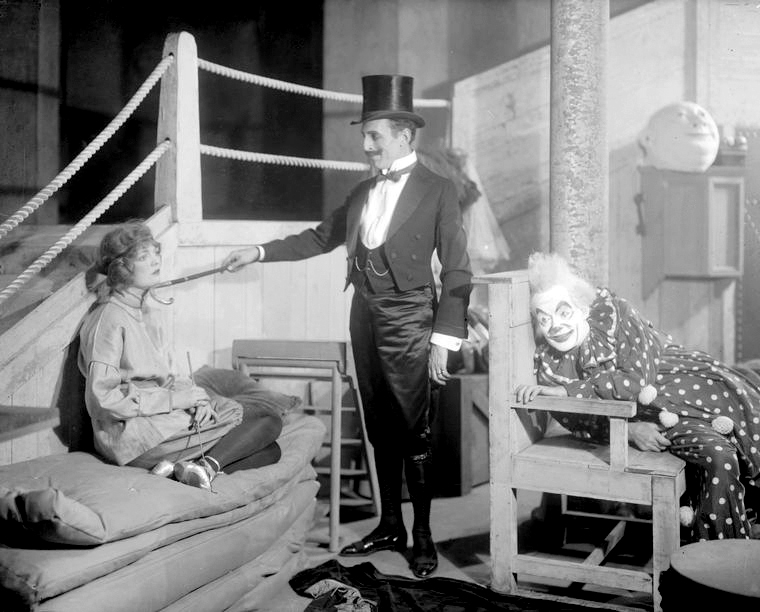
گیلمور، فرانک ریچر و ریچارد بنت در تولید برادوی او که سیلی می‌شود (۱۹۲۲)